# Los Sánchez
Los Sánchez es una telenovela mexicana producida por TV Azteca en colaboración con Telefe Internacional, producida por Ángel Mele, estrenada en septiembre de 2004 y protagonizada por Luis Felipe Tovar, Martha Mariana Castro y Martha Cristiana, con las participaciones antagónicas de Leticia Huijara, Alejandro Bracho y Gabriela Hassel y cuenta con las actuaciones estelares de Mercedes Pascual, Luis Miguel Lombana, Víctor García, Magalí Boysselle, David Zepeda, Marimar Vega, Simone Victoria, Alejandra Ley y Libertad Palomo.
Es una adaptación de José Luis Durán de lo que fue la telenovela argentina Los Roldán.

## Historia
Tito Sánchez es un hombre bueno, repartidor de frutas y verduras en el mercado de la Merced, quien por un golpe de suerte se convierte en el presidente de uno de los corporativos más importantes del país. Por supuesto que su familia está feliz y los amigos del barrio también, pero hay alguien que no puede compartir esta felicidad. Se trata de Emilio Uriarte, el que hasta hace poco fue el brazo derecho de Mercedes Lozada, el hada madrina que convierte a Tito en multimillonario ejecutivo. Emilio siempre pensó que él, por derecho tendría que heredar la fortuna de Mercedes, pero con la presencia de Tito sus sueños se van a la basura y eso es demasiado para que alguien como Uriarte lo soporte. 
Conoce la vida y aventuras de Tito Sánchez, el tipo de barrio noble, habilidoso, dicharachero y salidor que va a cambiar las cajas de jitomates por las grandes negociaciones internacionales. Su mejor arma es la simpatía y el ingenio del hombre de barrio.
En este camino, Tito se va a encontrar con el amor, la desilusión y hasta con la traición, pero siempre sabrá salir adelante, cuenta con sus amigos, su hada madrina, su gran ingenio, pero sobre todo con su familia. Tito Sánchez saldrá siempre adelante por una sencilla razón… él es el jefe de la familia "Los Sánchez".

## Elenco
- Luis Felipe Tovar – Tito Sánchez
- Martha Mariana Castro – Yoli
- Martha Cristiana – Cecilia Uriarte
- Leticia Huijara – Soledad "Charito" Garza de Uriarte
- Alejandro Bracho – Emilio Joaquín Uriarte de la Casa
- Libertad Palomo – Raúl "Laisa" Sánchez
- Amaranta Ruiz - Susi
- Víctor García – Leonardo "Leo" Sánchez
- César Robles – Chobi
- Alejandra Ley – Hilda Sánchez
- Mercedes Pascual – Mercedes
- Magalí Boysselle – María Sánchez
- Joanydka Mariel - Gloria Sánchez
- Graciela Orozco - Mamá de T. Sánchez
- Christian Guiot – Maxi Sánchez
- Gabriela Hassel – Fernanda
- Marimar Vega – Pilar Mancinni
- Fredy Villa - Facundo Uriarte
- Simone Victoria – Dulcinea
- David Zepeda – Omar
- Leonardo Rey – Facundo Uriarte Garza
- Mariana Lance – Sofía
- Luis Miguel Lombana – Paul Manzinni
- Luis Alberto López – Gerardo
- Verónica Segura – Tamara
- Hernan Mendoza – Cacho
- Norma Angélica - Amanda
- Daniela Garmendia
- Cepillín - El mismo